# Yoshi
Yoshi er en fiktiv dinosaur, med et rødt skjold på ryggen som optræder i Mario-spilserien. Figuren fik sin debut i Super Mario World til Super Nintendo Entertainment System som Marios transporteringsmiddel i spillet. Yoshi blev senere en hovedperson i sin egen serie, som består af flere platform- og puzzle-spil og er en af hovedfigurerne i Mario-serien.
| Spilfigurer | Spire Denne spilfigur-relaterede artikel er en spire som bør udbygges. Du er velkommen til at hjælpe Wikipedia ved at udvide den. |